# Desi Lydic

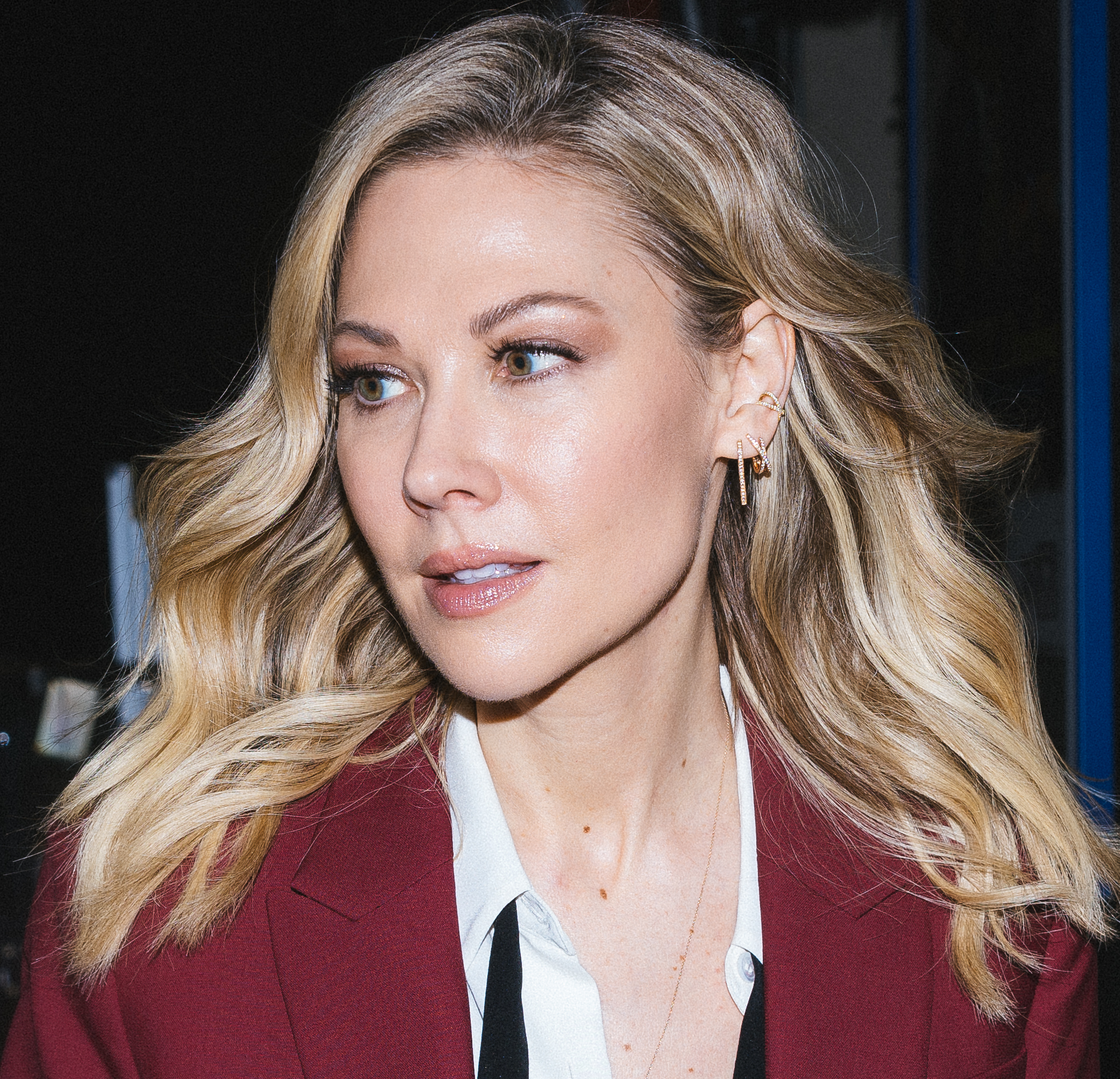
Desi Lydic (2024)

Lani Desmonet „Desi“ Lydic (* 30. Juni 1981 in Louisville, Kentucky) ist eine US-amerikanische Schauspielerin.

## Karriere
Desi Lydic begann ihre Karriere bereits 2001 mit einer kleinen Rolle im Film Nicht noch ein Teenie-Film!. In den nächsten zehn Jahren war sie vor allem in vielen Filmen zu sehen, jedoch hauptsächlich in kleinen Rollen. Im Film Wir kaufen einen Zoo aus dem Jahr 2011 verkörperte sie die Shea Seger. Im selben Jahr wurde sie für die Rolle der Vertrauenslehrerin Valerie Marks in der MTV-Serie Awkward – Mein sogenanntes Leben verpflichtet, welche sie von 2011 bis 2016 verkörperte. Ein Jahr später hatte sie eine wiederkehrende Rolle in The Client List neben Jennifer Love Hewitt inne.
Seit 2015 arbeitet sie als Korrespondentin und Autorin für das bekannte Satireformat The Daily Show, das auf dem Kabelsender Comedy Central ausgestrahlt wird. Damit gehört sie zu den ersten neuen Korrespondenten unter der Moderationsleitung von Trevor Noah.

## Filmografie (Auswahl)
- 2001: Nicht noch ein Teenie-Film! (Not Another Teen Movie)
- 2005: CSI: NY (Fernsehserie, Folge 1x12)
- 2005: Invasion Iowa (Fernsehserie, 4 Folgen)
- 2007: Out at the Wedding
- 2009: Mega Monster Movie
- 2010: The League (Fernsehserie, Folge 2x05)
- 2010: Two and a Half Men (Fernsehserie, Folge 8x12)
- 2011: Poolboy: Drowning Out the Fury
- 2011: Wir kaufen einen Zoo (We Bought a Zoo)
- 2011–2016: Awkward – Mein sogenanntes Leben (Awkward., Fernsehserie, 72 Folgen)
- 2012: Raising Hope (Fernsehserie, Folge 2x20)
- 2012: The Client List (Fernsehserie, 7 Folgen)
- 2013: Dads (Fernsehserie, Folge 1x10)
- 2014: Meine Schwester Charlie (Good Luck Charlie, Fernsehserie, Folge 4x18)
- 2014: Friends with Better Lives (Fernsehserie, Folge 1x02)
- 2015: Odd Couple (The Odd Couple, Fernsehserie, Folge 1x04)
- seit 2015: The Daily Show (Fernsehsendung)
- 2019: The Daily Show with Trevor Noah Presents Desi Lydic: Abroad (Fernsehsendung)[2]
- 2020: The Daily Show with Trevor Noah Presents: Remembering RBG – A Nation Ugly Cries with Desi Lydic (Fernsehsendung)[3][4]
- 2024: Space Cadet